# انفورماتیک سلامت مصرف‌کننده
انفورماتیک سلامت مصرف‌کننده (به انگلیسی: Consumer Health Informatics)؛ (اختصاری CHI) شاخه‌ای از انفورماتیک پزشکی است که به پرکردن شکاف میان بیماران و منابع بهداشتی کمک می‌کند. انجمن پزشکی متخصصین پزشکی آمریکا آن را به عنوان «زمینه اختصاص داده شده به علوم رایانه‌ای از دیدگاه‌های مختلف مصرف‌کننده یا بیمار» تعریف کرده‌است. گروه انفورماتیک سلامت مصرف‌کننده (The Consumer Health Informatics Working Group (CHIWG)) از انجمن بین‌المللی انفورماتیک پزشکی (International Medical Informatics Association (IMIA)) آن را «استفاده از رایانه‌های مدرن و ارتباطات راه دور برای حمایت از مصرف‌کنندگان برای به دست آوردن اطلاعات، تجزیه و تحلیل نیازهای مراقبت‌های بهداشتی منحصر به فرد و کمک به بیماران در مورد تصمیم‌گیری برای سلامت خود» تعریف کرده‌است.
انفورماتیک سلامت مصرف‌کننده شامل فناوری‌هایی است که بر روی بیماران به عنوان کاربر اصلی برای اطلاعات سلامت تمرکز می‌کنند. علاقه بسیار زیادی در خصوص قابلیت فناوری‌های اطلاعات و ارتباطات برای مصرف‌کنندگانخدمات سلامت به منظور مدیریت مسائل مربوط به سلامت یا مراقبت سلامت شکل گرفته‌است.

## تاریخچه
اصطلاح «انفورماتیک سلامت مصرف‌کننده» در ژوئیه ۱۹۹۳ در یک کنفرانس در ویسکانسین برای توسعه دهندگان فناوری اطلاعات سلامت مصرف‌کنندگان پدید آمد. این کنفرانس توسط «تام فرگوسن»، «دون کمپر» و «بیل هتلر» برگزار شد. این کنفرانس (Informatics Health Consumer: Bringing the Patient to the Loop) از این اصطلاح در نام، بروشور و پرونده خود استفاده کرد با این حال، دامنه و حوزه‌های این اصطلاح ناشی از مصرف‌گرایی دهه ۱۹۸۰ بود که موجب شد بیماران به‌طور فعال‌تر در مدیریت مراقبت‌های بهداشتی و بیماری خود شرکت کنند.در اصل، در سال 2001، آیزنباخ این حوزه را به عنوان شاخه ای از انفورماتیک پزشکی مطرح کرد که به “تحلیل نیاز های مصرف کنندگان در خصوص اطلاعات، انجام مطالعات  و همچنین ایجاد مدل ها و وارد کردن اولویت ها و درخواست های مصرف کنندگان در سیستم های پزشکی”  می‌پردازد.

## روندهای ملی و اجتماعی مؤثر در پیشرفت CHI
روندهای ملی و اجتماعی متعددی وجود داشته‌است که به  
پیشرفت انفورماتیک سلامت مصرف‌کننده کمک کرده‌اند. برای نمونه، بیماری‌های رایجی که امروزه جوامع را تحت تأثیر قرار داده اند، بیماری‌های مزمنی چون سرطان، بیماری‌های قلبی وعروقی و دیابت می‌باشند. از دیگر روندهای ملی مؤثر در افزایش تمایل به استفاده از انفورماتیک مصرف کننده، تغییرات جمعیتی عمده ای است که در حال رخ دادن است، این مساله چالش بزرگی برای سیستم مراقبت سلامت ایجاد می‌کند زیرا خطر ابتلا به بیماری‌های مزمن در این افراد بیشتر است. علاوه براین، افراد مسن ممکن است به صورت همزمان به دو یا چند بیماری مزمن مبتلا باشند. در نتیجه، سالمندان نیازهای پیچیده تری در مورد بیماری‌های مزمن خود دارند و این نیازها سال‌های بسیار بیشتری همراه آن‌ها خواهد بود. سومین عامل تأثیر گذر دیگر، قانون حمایت از بیمار و خدمات مراقبت سلامت ارزان است. این قانون فرصت‌هایی برای نوآوری در صنعت مراقبت سلامت ایحاد کرده که با استفاده از این فرصت‌ها، نزدیک شدن به هدف اصلی ( یعنی ارائه مراقبت سلامت ارزان تر و دسترس پذیرتر برای همه افراد) امکان‌پذیر خواهد بود.

## طبقه‌بندی ابزارهای CHI
ابزارهای انفورماتیک سلامت مصرف‌کننده را می‌توان حداقل در شش گروه طبقه‌بندی کرد.این گروه‌ها که صدها و گاهی هزارن محصول برای استفاده بیماران و مصرف کنندگان در آن‌ها وجود دارد عبارتند از:
- برنامه‌های کاربردی تلفن همراه
- وب سایت‌های اطلاعات سلامت
- بازی‌های تعاملی در حوزه سلامت
- سیستم‌های ردیاب مبتنی بر حسگر
- رسانه‌های اجتماعی حوزه سلامت
- برنامه‌های واقعیت مجازی

ممکن است تعداد زیاد ابزارهای انفورماتیک سلامت مصرف‌کننده به معنی ارزش این برنامه‌های کاربردی تلقی شود، اما متأسفانه در اکثریت قریب به اتفاق این موارد، کارآمدی این ابزارها ارزیابی نشده‌است. در موارد ارزیابی شده نیز در اغلب موارد تأکید بر یک یا چند حوزه از مدیریت بیماری‌های مزمن بوده‌است.  علاوه بر این، به نقش برنامه‌های کاربردی انفورماتیک سلامت مصرف‌کننده در تشدید حاد علائم یا دیگر مشکلات فوری و ضروری که ممکن است در منزل یا محیط‌های جاکعه رخ دهد، به اندازه کافی توجه نشده‌است، در حالی که این امر بسیار مهم و مورد نیاز است. بنابراین باید به نقش این نوع برنامه‌های کاربردی در تأمین نیازهای پیشگیری اولیه، ثانویه و ثالثیه به میزان کافی پرداخته شود.

## موانع پذیرش CHI
با وجود توسعه ابزارهای انفورماتیک سلامت مصرف‌کننده، بررسی شواهد نشان می‌دهد که احتمالاً موانع زیادی در پیشروی استفاده گسترده از این ابزارها و استراتژی‌ها وجود دارد. این موانع عبارتند از:
- دسترسی نداشتن به اینترنت خانگی
- نگرانی‌های مربوط به حریم خصوصی
- سطح سواد و دانش کم
- مسائل فرهنگی
- فقدان مهارت‌های کار با فناوری
- مقبول نبودن و مفید نبودن ابزار مورد نظر بین مصرف‌کنندگان
- در نظر نگرفتن امکان تماس شخصی با متخصصان بالینی[۱]